# Copa Intertoto de la UEFA 2001
La Copa Intertoto de la UEFA 2001 va ser la 41a edició de la Copa Intertoto i la 7a des que l'organitza la UEFA.

## Primera ronda
| Equip 1               | Global      | Equip 2               | Anada | Tornada  |
| --------------------- | ----------- | --------------------- | ----- | -------- |
| Zagreb                | 2–3         | Pobeda                | 1–2   | 1–1      |
| Universitatea Craiova | 4–3         | Bylis                 | 3–3   | 1–0      |
| Dyskobolia Grodzisk   | 1–4         | Spartak Varna         | 1–0   | 0–4      |
| Hapoel Haifa          | 5–0         | TVMK                  | 2–0   | 3–0      |
| Ekranas               | 2–2 (3–4 p) | FK Artmedia Petržalka | 1–1   | 1–1 (pr) |
| Tatabánya             | 5–4         | Shirak                | 2–3   | 3–1      |
| Zagłębie Lubin        | 4–1         | Hibernians            | 4–0   | 0–1      |
| AGF Aarhus            | 2–7         | Publikum              | 1–0   | 1–7      |
| Dundee                | 2–5         | Sartid                | 0–0   | 2–5      |
| UE Sant Julià         | 1–9         | Lausanne-Sport        | 1–3   | 0–6      |
| Jazz                  | 2–2 (c)     | Gloria Bistrița       | 1–0   | 1–2      |
| Anorthosis            | 0–9         | Slaven Belupo         | 0–2   | 0–7      |
| Čelik                 | 6–3         | Denizlispor           | 1–0   | 5–3      |
| WIT Georgia           | 2–2 (c)     | Ried                  | 1–0   | 1–2      |
| Carmarthen Town       | 0–3         | AIK                   | 0–0   | 0–3      |
| B68 Toftír            | 2–4         | Lokeren               | 2–4   | 0–0      |
| Dinamo Minsk          | 7–1         | Hobscheid             | 6–0   | 1–1      |
| Tiligul Tiraspol      | 4–1         | Cliftonville          | 1–0   | 3–1 (pr) |
| Grindavík             | 3–1         | Vilash Masallı        | 1–0   | 2–1      |
| Cork City             | 1–3         | Liepājas Metalurgs    | 0–1   | 1–2      |

## Segona ronda
| Equip 1             | Global | Equip 2               | Anada | Tornada |
| ------------------- | ------ | --------------------- | ----- | ------- |
| Čelik               | 1–2    | Gent                  | 1–0   | 0–2     |
| Odense              | 2–4    | AIK                   | 2–2   | 0–2     |
| Paris Saint-Germain | 7–1    | Jazz                  | 3–0   | 4–1     |
| Basel               | 5–0    | Grindavík             | 3–0   | 2–0     |
| Troyes              | 7–1    | WIT Georgia           | 6–0   | 1–1     |
| Sturm Graz          | 3–4    | Lausanne-Sport        | 0–1   | 3–3     |
| Liepājas Metalurgs  | 4–8    | Heerenveen            | 3–2   | 1–6     |
| Slaven Belupo       | 2–0    | Bastia                | 1–0   | 1–0     |
| Pobeda              | 4–1    | Rizespor              | 2–1   | 2–0     |
| 1860 Múnic          | 6–3    | Sartid                | 3–1   | 3–2     |
| Synot               | 5–4    | Universitatea Craiova | 3–2   | 2–2     |
| Spartak Varna       | 2–5    | Tavriya Simferopol    | 0–3   | 2–2     |
| Tiligul Tiraspol    | 1–5    | Tatabánya             | 1–1   | 0–4     |
| Publikum            | 6–1    | FK Artmedia Petržalka | 5–0   | 1–1     |
| Dinamo Minsk        | 3–0    | Hapoel Haifa          | 2–0   | 1–0     |
| Zagłębie Lubin      | 3–4    | Lokeren               | 2–2   | 1–2     |

## Tercera ronda
| Equip 1            | Global  | Equip 2             | Anada | Tornada |
| ------------------ | ------- | ------------------- | ----- | ------- |
| Lokeren            | 0–5     | Newcastle United    | 0–4   | 0–1     |
| Chmel Blšany       | 1–0     | Pobeda              | 0–0   | 1–0     |
| Rennes             | 7–4     | Synot               | 5–0   | 2–4     |
| Slaven Belupo      | 2–3     | Aston Villa         | 2–1   | 0–2     |
| RKC Waalwijk       | 2–5     | 1860 Múnic          | 1–2   | 1–3     |
| Wolfsburg          | 4–3     | Dinamo Minsk        | 4–3   | 0–0     |
| Werder Bremen      | 3–3 (c) | Gent                | 2–3   | 1–0     |
| Brescia            | 3–2     | Tatabánya           | 2–1   | 1–1     |
| Troyes             | 4–2     | AIK                 | 2–1   | 2–1     |
| Tavriya Simferopol | 0–5     | Paris Saint-Germain | 0–1   | 0–4     |
| Basel              | 5–3     | Heerenveen          | 2–1   | 3–2     |
| Publikum           | 1–1 (c) | Lausanne-Sport      | 1–1   | 0–0     |

## Quarta ronda
| Equip 1      | Global  | Equip 2             | Anada | Tornada |
| ------------ | ------- | ------------------- | ----- | ------- |
| Rennes       | 2–2 (c) | Aston Villa         | 2–1   | 0–1     |
| Gent         | 1–7     | Paris Saint-Germain | 0–0   | 1–7     |
| Chmel Blšany | 3–4     | Brescia             | 1–2   | 2–2     |
| Basel        | 5–2     | Lausanne-Sport      | 3–0   | 2–2     |
| 1860 Múnic   | 3–6     | Newcastle United    | 2–3   | 1–3     |
| Troyes       | 3–2     | Wolfsburg           | 1–0   | 2–2     |

## Cinquena ronda
| Equip 1             | Global  | Equip 2          | Anada | Tornada |
| ------------------- | ------- | ---------------- | ----- | ------- |
| Basel               | 2–5     | Aston Villa      | 1–1   | 1–4     |
| Paris Saint-Germain | 1–1 (c) | Brescia          | 0–0   | 1–1     |
| Troyes              | 4–4 (c) | Newcastle United | 0–0   | 4–4     |